# Biostar
Biostar (pełna nazwa: Biostar Microtech International Corp) – producent sprzętu komputerowego z siedzibą na Tajwanie. Specjalizuje się w projektowaniu i produkowaniu podzespołów takich jak płyty główne, karty graficzne, a także komputerów typu barebone i komputerów przemysłowych.
Firma została założona w 1986 roku. Biostar w 1999 r. był notowany na Giełdzie Papierów Wartościowych w Tajwanie i otrzymał certyfikat ISO 9001 w tym samym roku.
Biostar jest pierwszym producentem, który umożliwił użytkownikom końcowym zmianę napięcia i częstotliwości karty graficznej GPU i pamięci w celu zwiększenia wydajności do skrajnych granic (przetaktowywanie). Karty te zostały nazwane "V-Ranger" lub "V-Series".
Ich płyty główne, w szczególności "T-Power" i "T-Series", zostały przystosowane do wysokiego przetaktowywania. Dzięki temu do osiągnięcia najwyższego światowego wyniku w przetaktowywaniu FSB doszło na płycie głównej Biostar TPower I45. 
Biostar w październiku 2008 roku otrzymał nagrodę "Tajwan Top 20 Global Brand", a tylko trzy spółki miały okazję wejść do listy Top 20 - Biostar był wśród nich.